# Torrenueva Costa
Torrenueva Costa er en by og kommune i det sydøstlige Spanien i provinsen Granada. Den har et indbyggertal på 3.098 (2024) indbyggere.